# Friedrich von Ompteda

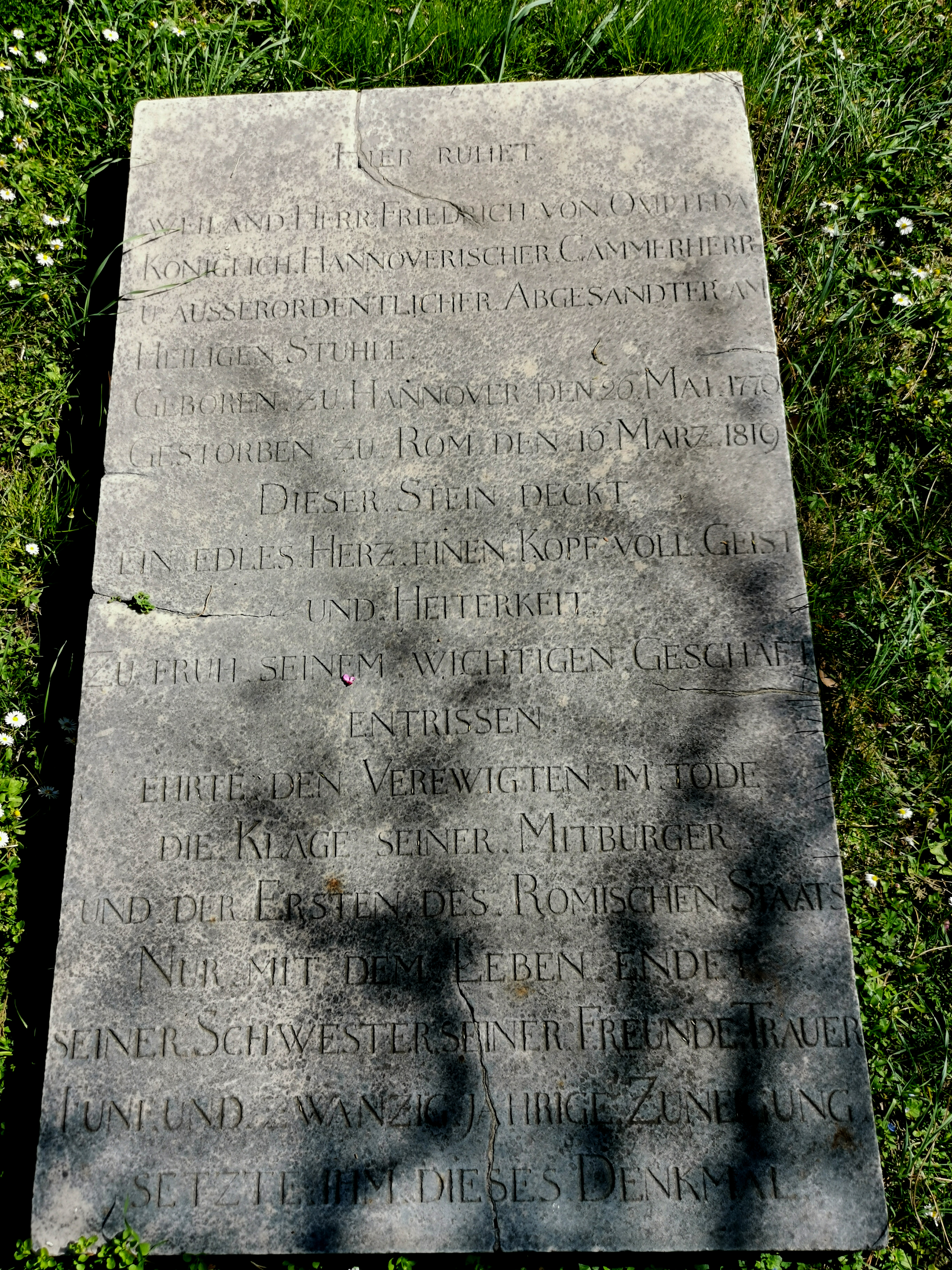
Grab auf dem Nichtkatholischen (Protestantischen) Friedhof Rom

Friedrich August Philipp von Ompteda (* 26. Mai 1770 in Hannover; † 16. März 1819 in Rom) war ein hannoverscher Diplomat.

## Leben
Friedrich von Ompteda besuchte 1783 das Gymnasium in Regensburg, wo sein Vater Dietrich Heinrich Ludwig von Ompteda hannoverscher Gesandter beim Immerwährenden Reichstag war. Er studierte Rechtswissenschaften ab 1788 in Erlangen und ab 1790 in Göttingen. Er wurde 1803 hannoverscher Kammerherr. In der Franzosenzeit trat er 1807 in den diplomatischen Dienst des Königreichs Westphalen ein und vertrat dieses als Gesandter in Frankfurt, Darmstadt und in Wien. Nach den Befreiungskriegen und der Wiederherstellung Hannovers als Königreich Hannover wurde ihm diese Kollaboration mit dem napoleonischen Regime vorgeworfen. Dennoch vertrat er schon ab 1814 das Königreich Hannover beim Heiligen Stuhl in Rom. Diplomatisch ging es in der Zeit nach dem Wiener Kongress zwischen dem Königreich Hannover und dem Vatikan um die Frage der Eingliederung der ehemaligen Hochstifte Hildesheim und Osnabrück in das Königreich und den daraus entstehenden Regelungsbedarf zwischen der römisch-katholischen Kirche und Hannover und die Neugliederung der katholischen Kirche in die beiden Bistümer Hildesheim und Osnabrück mit der Weser als Bistumsgrenze sowie die Diasporaarbeit. Das zunächst angestrebte Konkordat kam nicht zustande. Die Verhandlungen Omptedas wurden nach seinem Tod von seinem Nachfolger Franz von Reden fortgesetzt und kamen erst 1824 mit der Zirkumskriptionsbulle Impensa Romanorum Pontificum zum Abschluss.
Friedrich Ompteda erkrankte plötzlich zu Rom, und noch ruht der Schleier über den bedenklichen Umständen, die zu seinem Tod führten. Er wurde in Rom in der Nähe der Cestius-Pyramide auf dem späteren Protestantischen Friedhof bestattet, wo seine Grabplatte erhalten ist.

## Schriften
- Neue vaterländische Literatur, Hahn, Hannover 1810